# Норман Бассетт
Норма́н Жакі́ Бассе́тт Ван Акер (фр. Norman Jaquy Bassette Van Acker; нар. 9 листопада 2004, Арлон) — бельгійський футболіст, нападник англійського клубу «Ковентрі Сіті» і збірної Бельгії.

## Клубна кар'єра

### «Кан»
Виступав за молодіжну команду «Віртон», звідки влітку 2020 року перебрався до французького клубу Ліги 2 «Кан». Сезон 2021–22 розпочав у резервній команді в чемпіонаті Насьйональ 2. 11 вересня 2021 року дебютував в основному складі «Кана» в матчі Ліги 2 проти «По», замінивши Йогана Лепенана. У віці 16 років і 10 місяців став другим наймолодшим гравцем в історії клубу.
14 лютого 2022 року підписав з «Каном» свій перший професіональний контракт, що розрахований до 2025 року.
18 лютого 2023 року в поєдинку Ліги 2 проти «Гренобля» забив свій перший гол у професіональній кар'єрі.

#### Оренда в «Мехелен»
1 вересня 2023 року відправився в сезонну оренду в бельгійський «Мехелен». 17 вересня дебютував за «Мехелен» в матчі Про-ліги проти «Сінт-Трейдена», вийшовши на заміну Робу Схофсу. 26 листопада в поєдинку Про-ліги проти «Кортрейка» забив свій перший гол за клуб. Всього за час оренди провів 23 зустрічі, відзначившись п'ятьма м'ячами.

### «Ковентрі Сіті»
21 серпня 2024 року перейшов в англійський клуб Чемпіоншипу «Ковентрі Сіті», підписавши чотирирічний контракт. 27 серпня дебютував за нову команду в матчі Кубка ліги проти клубу «Оксфорд Юнайтед», вийшовши в стартовому складі. 31 серпня 2024 року в поєдинку проти «Норвіч Сіті» дебютував у Чемпіоншипі, вийшовши на заміну Еллісу Сіммсу. 23 листопада 2024 року в матчі Чемпіоншипу проти клубу «Шеффілд Юнайтед» забив свій перший гол за «Ковентрі Сіті».

## Кар'єра в збірній
Виступав за збірні Бельгії до 18, до 19, до 20 і до 21 року.
16 листопада 2024 року вперше викликаний до збірної Бельгії головним тренером Доменіко Тедеско для участі в матчах Ліги націй УЄФА проти збірної Ізраїлю. 17 листопада в поєдинку з Ізраїлем дебютував за збірну Бельгії, вийшовши на заміну Арне Енгельсу.

## Статистика виступів

### Клубна статистика
Станом на 18 квітня 2025
| Клуб              | Сезон             | Чемпіонат         | Чемпіонат | Чемпіонат | Кубок | Кубок | Кубок ліги | Кубок ліги | Інші  | Інші | Всього | Всього |
| Клуб              | Сезон             | Дивізіон          | Матчі     | Голи      | Матчі | Голи  | Матчі      | Голи       | Матчі | Голи | Матчі  | Голи   |
| ----------------- | ----------------- | ----------------- | --------- | --------- | ----- | ----- | ---------- | ---------- | ----- | ---- | ------ | ------ |
| Кан Б             | 2021–22           | Насьйональ 2      | 17        | 4         | —     | —     | —          | —          | —     | —    | 17     | 4      |
| Кан Б             | 2022–23           | Насьйональ 2      | 9         | 5         | —     | —     | —          | —          | —     | —    | 9      | 5      |
| Кан Б             | Всього            | Всього            | 26        | 9         | 0     | 0     | 0          | 0          | 0     | 0    | 26     | 9      |
| Кан               | 2021–22           | Ліга 2            | 1         | 0         | 0     | 0     | —          | —          | —     | —    | 1      | 0      |
| Кан               | 2022–23           | Ліга 2            | 12        | 1         | 1     | 0     | —          | —          | —     | —    | 13     | 1      |
| Кан               | 2023–24           | Ліга 2            | 1         | 0         | 0     | 0     | —          | —          | —     | —    | 1      | 0      |
| Кан               | Всього            | Всього            | 14        | 1         | 1     | 0     | 0          | 0          | 0     | 0    | 15     | 1      |
| → Мехелен         | 2023–24           | Про-ліга          | 22        | 5         | 1     | 0     | —          | —          | —     | —    | 23     | 5      |
| Ковентрі Сіті     | 2024–25           | Чемпіоншип        | 25        | 2         | 2     | 0     | 2          | 0          | —     | —    | 29     | 2      |
| Всього за кар'єру | Всього за кар'єру | Всього за кар'єру | 87        | 17        | 4     | 0     | 2          | 0          | 0     | 0    | 93     | 17     |

### Міжнародна статистика
Станом на 17 листопада 2024 
| Збірна            | Сезон             | Товариські | Товариські | Офіційні | Офіційні | Всього | Всього |
| Збірна            | Сезон             | Матчі      | Голи       | Матчі    | Голи     | Матчі  | Голи   |
| ----------------- | ----------------- | ---------- | ---------- | -------- | -------- | ------ | ------ |
| Бельгія           |                   |            |            |          |          |        |        |
| 2024              | 0                 | 0          | 1          | 0        | 1        | 0      |        |
| Всього за кар'єру | Всього за кар'єру | 0          | 0          | 1        | 0        | 1      | 0      |

### Матчі за збірну
Станом на 17 листопада 2024 
| Матчі Нормана Бассетта за збірну Бельгії | Матчі Нормана Бассетта за збірну Бельгії | Матчі Нормана Бассетта за збірну Бельгії | Матчі Нормана Бассетта за збірну Бельгії | Матчі Нормана Бассетта за збірну Бельгії | Матчі Нормана Бассетта за збірну Бельгії | Матчі Нормана Бассетта за збірну Бельгії | Матчі Нормана Бассетта за збірну Бельгії |
| №                                        | Дата                                     | Суперник                                 | Рахунок                                  | Голи                                     | Картки                                   | Хвилини                                  | Змагання                                 |
| ---------------------------------------- | ---------------------------------------- | ---------------------------------------- | ---------------------------------------- | ---------------------------------------- | ---------------------------------------- | ---------------------------------------- | ---------------------------------------- |
| 1                                        | 17 листопада 2024                        | Ізраїль                                  | 0–1                                      |                                          |                                          | 1'                                       | Ліга націй УЄФА 2024–25 (А)              |

Всього: 1 матч / 0 голів; 0 перемог, 0 нічиїх, 1 поразка.